# 沃訥托里鄉 (加拉茨縣)
45°32′00″N 28°00′55″E / 45.53333°N 28.01528°E
沃訥托里鄉（羅馬尼亞語：Comuna Vânători, Galați），是羅馬尼亞的鄉份，位於該國東部，由加拉茨縣負責管轄，處於布加勒斯特以北190公里，每年平均降雨量848毫米，海拔高度85米，2007年人口4,468。